# Jaguar 2
Jaguar 2 (RakJPz 4) — немецкий истребитель танков, оснащенный противотанковыми управляемыми ракетами. Состоял на вооружении только Бундесвера.

## История
В 1983 году было принято решение перевооружить 162 Kanonenjagdpanzer, в виду устаревшего вооружения. Они были переоборудованы в Jaguar 2 путем замены основного орудия на пусковую установку ракет TOW. Перевооружение закончилось в 1985. Позже, в 1989 году ракеты были заменены на более мощные TOW-2. В 1993 году Jaguar 2 был снят с вооружения в пользу Jaguar 1A3 (на нем был установлен тепловизор RZ 1201, а также он был способен ввести огонь ракетами HOT-2MP).

## Конструкция
Конструкция Jaguar 2 представляет собой классическую для истребителей танков компоновку — шасси с установленной на него рубкой и вооружением. Данный истребитель танков достаточно легкий (его масса не превышает 25-ти тонн). Шасси представляет собой модуль leichte Fahrzeugfamilie, использовавшееся также на SPz Marder и Jaguar 1. Бронирование корпуса представляет собой сварные листы толщиной от 10 до 50 мм.

### Бронирование
Бронирование машины представляет собой стальные листы от 10 до 50 мм, сваренные между собой. Бронирование было усилено листами композитной брони на лобовой части машины и на бортах рубки, приклепленные болтами. Между корпусом и композитной броней были выполнены вставки из резины, создающие пространство между ними. Также, были установлены юбки от Leopard 1 в качестве экранов. На Jaguar 2 были установлены дымовые гранатометы в количестве 8-и штук, но, в отличие от Jaguar 1 и Kanonenjagdpanzer, они были установлены на лобовом листе.

### Ходовая часть
На Jaguar 2 было установлено шасси leichte Fahrzeugfamilie, свойственное также и для Jaguar 1, поэтому ходовая часть у них схожая. Она состоит из пяти сдвоенных опорных катков, ведущего колеса в задней части, направляющего колеса спереди и трёх поддерживающих роликов. Подвеска состоит из торсионов, а каждое опорное колесо имеет гидравлический амортизатор.
Гусеничная лента состоит из 86 траков, её ширина составляет 450 мм. Используются траки со сменными резиновыми накладками, которые можно заменить на чугунные Х-образные грунтозацепы для увеличения сцепления.

### Двигатель и трансмиссия
В виду того, что данная машина создана на базе Kanonenjagdpanzer, двигатель у них схожий. В Jaguar 2 установлен дизельный двигатель жидкостного охлаждения V-образный Daimler-Benz MB 837 Aa-500 объемом 29,9 л. и мощностью 500 л. с. Трансмиссия размещалась в задней части. Коробка передач была полуавтоматическоймеханической. КПП была трех-ступенчатой и могла быть установлена в положение «вперед», «назад» и «нейтраль».

### Вооружение
Jaguar 2 вооружен пусковой ракетной установкой для запуска ракет TOW, а позже ракет TOW-2. Ракеты позволяли Jaguar 2 бороться с танками противника на расстоянии 3750 м. Боекомплект установки — 12 ракет. В качестве оборонительного вооружения были установлены зенитный пулемет MG3, а также пулемет MG3A1 в корпусе. Оба винтовочного калибра 7,62 мм. Боекомплект пулеметов — 2100 патронов.